# Burnand
Pour les articles homonymes, voir Burnand (homonymie).
Burnand est une commune française située dans le département de Saône-et-Loire, en région Bourgogne-Franche-Comté.

## Géographie

### Climat
Pour des articles plus généraux, voir Climat de la Bourgogne-Franche-Comté et Climat de Saône-et-Loire.
En 2010, le climat de la commune est de type climat océanique dégradé des plaines du Centre et du Nord, selon une étude du Centre national de la recherche scientifique s'appuyant sur une série de données couvrant la période 1971-2000. En 2020, Météo-France publie une typologie des climats de la France métropolitaine dans laquelle la commune est dans une zone de transition entre le climat océanique altéré et le climat océanique altéré et est dans la région climatique Bourgogne, vallée de la Saône, caractérisée par un bon ensoleillement (1 900 h/an), un été chaud (18,5 °C), un air sec au printemps et en été et des vents faibles.
Pour la période 1971-2000, la température annuelle moyenne est de 11 °C, avec une amplitude thermique annuelle de 17,7 °C. Le cumul annuel moyen de précipitations est de 879 mm, avec 11,2 jours de précipitations en janvier et 7,9 jours en juillet. Pour la période 1991-2020, la température moyenne annuelle observée sur la station météorologique de Météo-France la plus proche, « Mt-Saint-Vincent », sur la commune de Mont-Saint-Vincent à 13 km à vol d'oiseau, est de 10,4 °C et le cumul annuel moyen de précipitations est de 891,2 mm. 
La température maximale relevée sur cette station est de 37,6 °C, atteinte le 12 août 2003 ; la température minimale est de −21,1 °C, atteinte le 10 février 1956,,.
Les paramètres climatiques de la commune ont été estimés pour le milieu du siècle (2041-2070) selon différents scénarios d'émission de gaz à effet de serre à partir des nouvelles projections climatiques de référence DRIAS-2020. Ils sont consultables sur un site dédié publié par Météo-France en novembre 2022.

## Urbanisme

### Typologie
Au 1er janvier 2024, Burnand est catégorisée commune rurale à habitat dispersé, selon la nouvelle grille communale de densité à sept niveaux définie par l'Insee en 2022.
Elle est située hors unité urbaine et hors attraction des villes,.

### Occupation des sols
L'occupation des sols de la commune, telle qu'elle ressort de la base de données européenne d’occupation biophysique des sols Corine Land Cover (CLC), est marquée par l'importance des forêts et milieux semi-naturels (63,9 % en 2018), une proportion identique à celle de 1990 (63,9 %). La répartition détaillée en 2018 est la suivante : forêts (38,5 %), zones agricoles hétérogènes (34,6 %), milieux à végétation arbustive et/ou herbacée (25,4 %), terres arables (1,2 %), prairies (0,2 %). L'évolution de l’occupation des sols de la commune et de ses infrastructures peut être observée sur les différentes représentations cartographiques du territoire : la carte de Cassini (XVIIIe siècle), la carte d'état-major (1820-1866) et les cartes ou photos aériennes de l'IGN pour la période actuelle (1950 à aujourd'hui).

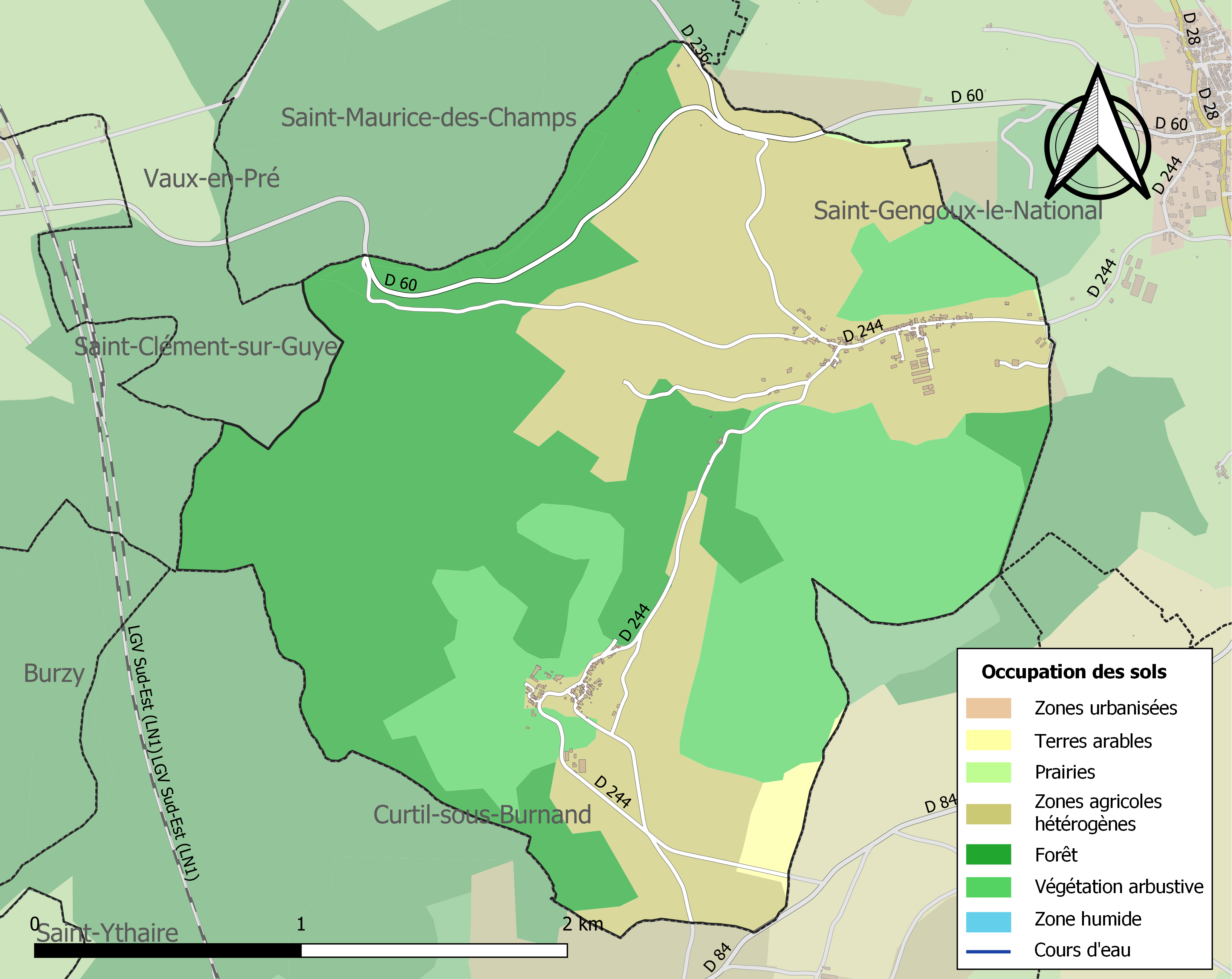
Carte des infrastructures et de l'occupation des sols de la commune en 2018 (CLC).

## Histoire
1793 : Saint-Martin-de-Croix, dans le contexte révolutionnaire, change de nom et devient Burnand. Un nom que la commune porte encore de nos jours, à l'instar de quatre autres communes du département de Saône-et-Loire qui, comme Burnand, ont conservé leur nom révolutionnaire.

## Politique et administration
| Période                                  | Période      | Identité          | Étiquette | Qualité |
| ---------------------------------------- | ------------ | ----------------- | --------- | ------- |
| Les données manquantes sont à compléter. |              |                   |           |         |
| mars 1965                                | mars 1971    | Félix Jusseau     |           |         |
| mars 1989                                | janvier 2013 | Michel Coulon     |           |         |
| janvier 2013                             |              | Christian Galland |           |         |

## Démographie

Les vignobles du Mâconnais.

L'évolution du nombre d'habitants est connue à travers les recensements de la population effectués dans la commune depuis 1793. Pour les communes de moins de 10 000 habitants, une enquête de recensement portant sur toute la population est réalisée tous les cinq ans, les populations de référence des années intermédiaires étant quant à elles estimées par interpolation ou extrapolation. Pour la commune, le premier recensement exhaustif entrant dans le cadre du nouveau dispositif a été réalisé en 2005.

En 2022, la commune comptait 122 habitants, en évolution de −4,69 % par rapport à 2016 (Saône-et-Loire : −1,06 %, France hors Mayotte : +2,11 %).
| 1793 | 1800 | 1806 | 1821 | 1831 | 1836 | 1841 | 1846 | 1851 |
| ---- | ---- | ---- | ---- | ---- | ---- | ---- | ---- | ---- |
| 140  | 431  | 400  | 375  | 398  | 398  | 364  | 372  | 368  |

| 1856 | 1861 | 1866 | 1872 | 1876 | 1881 | 1886 | 1891 | 1896 |
| ---- | ---- | ---- | ---- | ---- | ---- | ---- | ---- | ---- |
| 358  | 343  | 324  | 314  | 328  | 342  | 325  | 277  | 302  |

| 1901 | 1906 | 1911 | 1921 | 1926 | 1931 | 1936 | 1946 | 1954 |
| ---- | ---- | ---- | ---- | ---- | ---- | ---- | ---- | ---- |
| 283  | 261  | 236  | 222  | 191  | 195  | 175  | 171  | 182  |

| 1962 | 1968 | 1975 | 1982 | 1990 | 1999 | 2005 | 2006 | 2010 |
| ---- | ---- | ---- | ---- | ---- | ---- | ---- | ---- | ---- |
| 174  | 154  | 121  | 113  | 115  | 122  | 113  | 113  | 119  |

| 2015 | 2020 | 2022 | - | - | - | - | - | - |
| ---- | ---- | ---- | - | - | - | - | - | - |
| 126  | 122  | 122  | - | - | - | - | - | - |

## Culture locale et patrimoine

### Lieux et monuments
- Le château de Burnand.
- L'église Saint-Nizier. Cette petite église romane, sans doute construite entre 940 et 980, contient, dans la travée sous clocher et surtout dans l'abside, un ensemble de peintures d'une qualité exceptionnelle, qui a été mis au jour à partir de 1986 ; une double procession de saints au niveau des fenêtres, un christ en gloire avec le tétramorphe dans le cul-de-four[20]. Ce qui a valu le classement de cet édifice comme Monument historique[21] et une restauration soignée. La travée sous clocher a été modifiée au XIIe siècle : construction d'une petite coupole sur trompe et probablement reconstruction du clocher. Les peintures sont attribuables aux alentours de l'an mil (ou même plus tôt ?). Il y a eu une reprise générale de ce décor dans la seconde moitié du XVe siècle[22].
- La chapelle romane Saint-Martin au lieu-dit Saint-Martin-de-Croix.
- En bordure de la départementale 244, au sud de Saint-Martin-de-Croix : le site de l'ancien terrain « Vincent » de la Seconde Guerre mondiale, rappelé par une plaque explicative. « Sur cette colline du "Mont Pejus" portant le nom de code "Vincent" eurent lieu les parachutages de responsables importants de la Résistance, d'armement, de matériels et de moyens de transmission en provenance d'Angleterre pour la Résistance locale, au cours des nuits des 22 juillet et 8 novembre 1943, 5 et 28 avril, 29 juillet et 5 septembre 1944. Les messages opérationnels d'identification étaient : "L'éponge est humide", "Il a changé son billet", "Vincent a mis l'âne dans un pré", "Josette est devenue Grenobloise", "Grand-mère et 10 faisons les courses à midi 10" et "Le ton a changé". »

### Héraldique
| Blason de Burnand | Blason  | Coupé : au 1er d'azur au croissant d'argent à dextre, au 2e de gueules plain ; à la divise d'or brochant sur la partition. |
| Blason de Burnand | Détails | Le statut officiel du blason reste à déterminer.                                                                           |

## Pour approfondir